# 마음의 5수 분별
마음의 5수 분별(영어: classification of cittas according to feeling)은 특히 상좌부의 교학과 아비담마에서 사용하는 용어로, 욕계 · 색계 · 무색계 · 출세간의 총 121가지 마음을 고수(苦受, 신체적 괴로움) · 낙수(樂受, 신체적 즐거움) · 우수(憂受, 정신적 불만족, 슬픔) · 희수(喜受, 정신적 기쁨) · 사수(捨受, 정신적 무덤덤함, 평온)의 5수(五受)에 따라 분류하는 것을 말한다.
아비담마에 따르면, 하나의 마음의 여러 상태를 구분하여 총 121가지 마음이 있는 것으로 볼 수도 있고 총 89가지 마음이 있는 것으로 볼 수도 있는데, 5수에 따라 구분하기 위해서는 121가지 마음의 체계를 사용해야 한다. 왜냐하면 89가지 마음 중, 예를 들어, 출세간의 유익한 마음에 속하는 '예류도의 마음'은 그 자체로는 느낌을 셀 수가 없고 어느 선정에 의해 이 마음이 증득되었는가를 고려할 때에만 느낌을 셀 수 있기 때문이다.
즉, 예류도의 마음은 다음의 5가지 선정에서 증득될 수 있는데, 초선에서 증득된 경우 초선의 선정 요소인 희열[喜] · 행복[樂]은, 선정이란 정신적인 것이므로 당연히, 5수 중 희수(喜受, 정신적 기쁨)에 속한다. 즉, 초선에서의 희열[喜]과 행복[樂]은 정신적 기쁨이자만 정도의 차이가 있는 것이다. 따라서, 5수로 헤아릴 때는 이 둘이 모두 희수이므로 1개로 헤아린다. 이와 같이 세면, 제2선도 희수가 1개, 제3선도 희수가 1개, 제4선도 희수가 1개 있으며, 오직 제5선에서만 사수가 1개 있다. 따라서, 예류도의 마음에는 총 4개의 희수가 있고 총 1개의 사수가 있다.
- 초선 一 일으킨 생각[尋] · 지속적 고찰[伺] · 희열[喜] · 행복[樂] · 집중[心一境性]이 함께하는 선정
- 제2선 一 지속적 고찰[伺] · 희열[喜] · 행복[樂] · 집중[心一境性]이 함께하는 선정
- 제3선 一 희열[喜] · 행복[樂] · 집중[心一境性]이 함께하는 선정
- 제4선 一 행복[樂] · 집중[心一境性]이 함께하는 선정
- 제5선 一 평온[捨] · 집중[心一境性]이 함께하는 선정

즉, 89가지 마음 체계는 총 4개의 희수가 있고 총 1개의 사수가 있는 예류도의 마음을 1개의 마음으로 헤아려야 하는데, 이 1개의 마음에 희수가 있다고도 할 수 없고 사수가 있다고도 할 수 없으므로 결국 느낌의 개수를 헤아릴 수 없는 것이다. 달리 말해, 이 1개의 마음에 희수도 있고 사수도 있다고 하면, 결국, 이 1개의 마음에 희수 4개와 사수 1개가 있기 때문에 121가지 마음이 있다고 하는 것과 같은 상황이 벌어진다. 이런 이유로 느낌을 헤아리기 위해서는 89가지 마음 체계가 아닌 121가지 마음 체계를 사용해야 한다.
121가지 마음을 5수에 따라 분별하면 다음 표와 같다.
| 마음의 이름        | 마음의 이름             | 마음의 이름                | 느낌(5수)            | 느낌(5수)            | 느낌(5수)            | 느낌(5수)          | 느낌(5수)          | 소계 | 합계 | 총계 |
| 마음의 이름        | 마음의 이름             | 마음의 이름                | 고수 (신체적 괴로움) | 낙수 (신체적 즐거움) | 우수 (정신적 불만족) | 희수 (정신적 기쁨) | 사수 (정신적 평온) | 소계 | 합계 | 총계 |
| 욕계 마음          | 해로운 마음             | 탐욕에 뿌리박은 마음       |                      |                      |                      | 4                  | 4                  | 8    | 12   | 54   |
| 욕계 마음          | 해로운 마음             | 성냄에 뿌리박은 마음       |                      |                      | 2                    |                    |                    | 2    | 12   | 54   |
| 욕계 마음          | 해로운 마음             | 어리석음에 뿌리박은 마음   |                      |                      |                      |                    | 2                  | 2    | 12   | 54   |
| 욕계 마음          | 해로운 마음 합계        | 해로운 마음 합계           | 0                    | 0                    | 2                    | 4                  | 6                  | 12   |      | 54   |
| 욕계 마음          | 원인 없는 마음          | 원인 없는 해로운 마음      | 1                    |                      |                      |                    | 6                  | 7    | 18   | 54   |
| 욕계 마음          | 원인 없는 마음          | 원인 없는 유익한 마음      |                      | 1                    |                      | 1                  | 6                  | 8    | 18   | 54   |
| 욕계 마음          | 원인 없는 마음          | 원인 없는 작용만 하는 마음 |                      |                      |                      | 1                  | 2                  | 3    | 18   | 54   |
| 욕계 마음          | 원인 없는 마음 합계     | 원인 없는 마음 합계        | 1                    | 1                    | 0                    | 2                  | 14                 | 18   |      | 54   |
| 욕계 마음          | 욕계 아름다운 마음      | 욕계 유익한 마음           |                      |                      |                      | 4                  | 4                  | 8    | 24   | 54   |
| 욕계 마음          | 욕계 아름다운 마음      | 욕계 과보의 마음           |                      |                      |                      | 4                  | 4                  | 8    | 24   | 54   |
| 욕계 마음          | 욕계 아름다운 마음      | 욕계 작용만 하는 마음      |                      |                      |                      | 4                  | 4                  | 8    | 24   | 54   |
| 욕계 마음          | 욕계 아름다운 마음 합계 | 욕계 아름다운 마음 합계    | 0                    | 0                    | 0                    | 12                 | 12                 | 24   |      | 54   |
| 욕계 마음          | 욕계 마음 합계          | 욕계 마음 합계             | 1                    | 1                    | 2                    | 18                 | 32                 | 54   |      | 54   |
| 고귀한 마음        | 색계 마음               | 색계 유익한 마음           |                      |                      |                      | 4                  | 1                  | 5    | 15   | 27   |
| 고귀한 마음        | 색계 마음               | 색계 과보의 마음           |                      |                      |                      | 4                  | 1                  | 5    | 15   | 27   |
| 고귀한 마음        | 색계 마음               | 색계 작용만 하는 마음      |                      |                      |                      | 4                  | 1                  | 5    | 15   | 27   |
| 고귀한 마음        | 색계 마음 합계          | 색계 마음 합계             | 0                    | 0                    | 0                    | 12                 | 3                  | 15   |      | 27   |
| 고귀한 마음        | 무색계 마음             | 무색계 유익한 마음         |                      |                      |                      |                    | 4                  | 4    | 12   | 27   |
| 고귀한 마음        | 무색계 마음             | 무색계 과보의 마음         |                      |                      |                      |                    | 4                  | 4    | 12   | 27   |
| 고귀한 마음        | 무색계 마음             | 무색계 작용만 하는 마음    |                      |                      |                      |                    | 4                  | 4    | 12   | 27   |
| 고귀한 마음        | 무색계 마음 합계        | 무색계 마음 합계           | 0                    | 0                    | 0                    | 0                  | 12                 | 12   |      | 27   |
| 고귀한 마음        | 고귀한 마음 합계        | 고귀한 마음 합계           | 0                    | 0                    | 0                    | 12                 | 15                 | 27   |      | 27   |
| 세간의 마음 합계   | 세간의 마음 합계        | 세간의 마음 합계           | 1                    | 1                    | 2                    | 30                 | 47                 | 81   | 81   | 81   |
| 출세간의 마음      | 출세간의 유익한 마음    | 출세간의 유익한 마음       |                      |                      |                      | 16                 | 4                  | 20   | 40   | 40   |
| 출세간의 마음      | 출세간의 과보의 마음    | 출세간의 과보의 마음       |                      |                      |                      | 16                 | 4                  | 20   | 40   | 40   |
| 출세간의 마음 합계 | 출세간의 마음 합계      | 출세간의 마음 합계         | 0                    | 0                    | 0                    | 32                 | 8                  | 40   | 40   | 40   |
| 총계               | 총계                    | 총계                       | 1                    | 1                    | 2                    | 62                 | 55                 | 121  | 121  | 121  |

## 같이 보기
- 4선
- 5선
- 욕계 마음
- 색계 마음
- 무색계 마음
- 출세간의 마음